# Wakhan (district)
Wakhan est un district de la province de Badakhshan en Afghanistan. Il correspond géographiquement au corridor du Wakhan, lequel forme une queue de poêle au nord-est du pays. Sa population est estimée à 13 000 habitants principalement des Wakhis. 
Le district a trois frontières internationales avec le  Tadjikistan au nord, le avec le Pakistan au sud (spécifiquement le Gilgit-Baltistan, région du Cachemire administrée par le Pakistan, et le district de Chitral) et avec la Chine (la région autonome chinoise du Xinjiang) à l'est et n'est relié au reste du territoire afghan et la province de Badakhshan que par une étroite bande à l'ouest. 